# José de Freitas Ribeiro

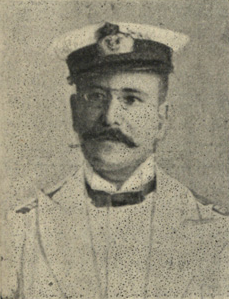
José de Freitas Ribeiro (1911)

José de Freitas Ribeiro (* 23. Mai 1868 in Parede (Cascais); † 3. November 1929) war ein portugiesischer Fregattenkapitän, Politiker und Premierminister (Presidente do Conselho de Ministros) während der Ersten Republik.

## Leben
Nach dem Schulbesuch absolvierte er eine militärische Laufbahn, in deren Verlauf er zum Fregattenkapitän aufstieg.
Später nahm er auch politische Aufgaben war. Zunächst war er vom November 1910 bis Mai 1911 Generalgouverneur von Mosambik und dann anschließend vom November 1911 bis zum Juni 1912 Kolonialminister in der Regierung von Augusto de Vasconcelos. Im Januar 1913 wurde er von Premierminister Afonso Augusto da Costa zum Marineminister in dessen bis zum 9. Februar 1914 amtierenden Kabinett berufen.
Als Mitglied der Verfassungsjunta (Junta Constitucional) vom 14. bis zum 17. Mai 1915 war er de facto Mitglied eines Premierministerkollegiums (Presidente do Conselho de Ministros).
Zuletzt war er von 1917 bis 1919 Generalgouverneur von Portugiesisch-Indien.